# Festival de la fiction TV de Saint-Tropez 2000
La 2e édition du Festival de la fiction TV s'est déroulée à Saint-Tropez, du 14 au 16 septembre 2000.  Elle a rassemblé 600 festivaliers.  

## Jury
Le jury était composé de :

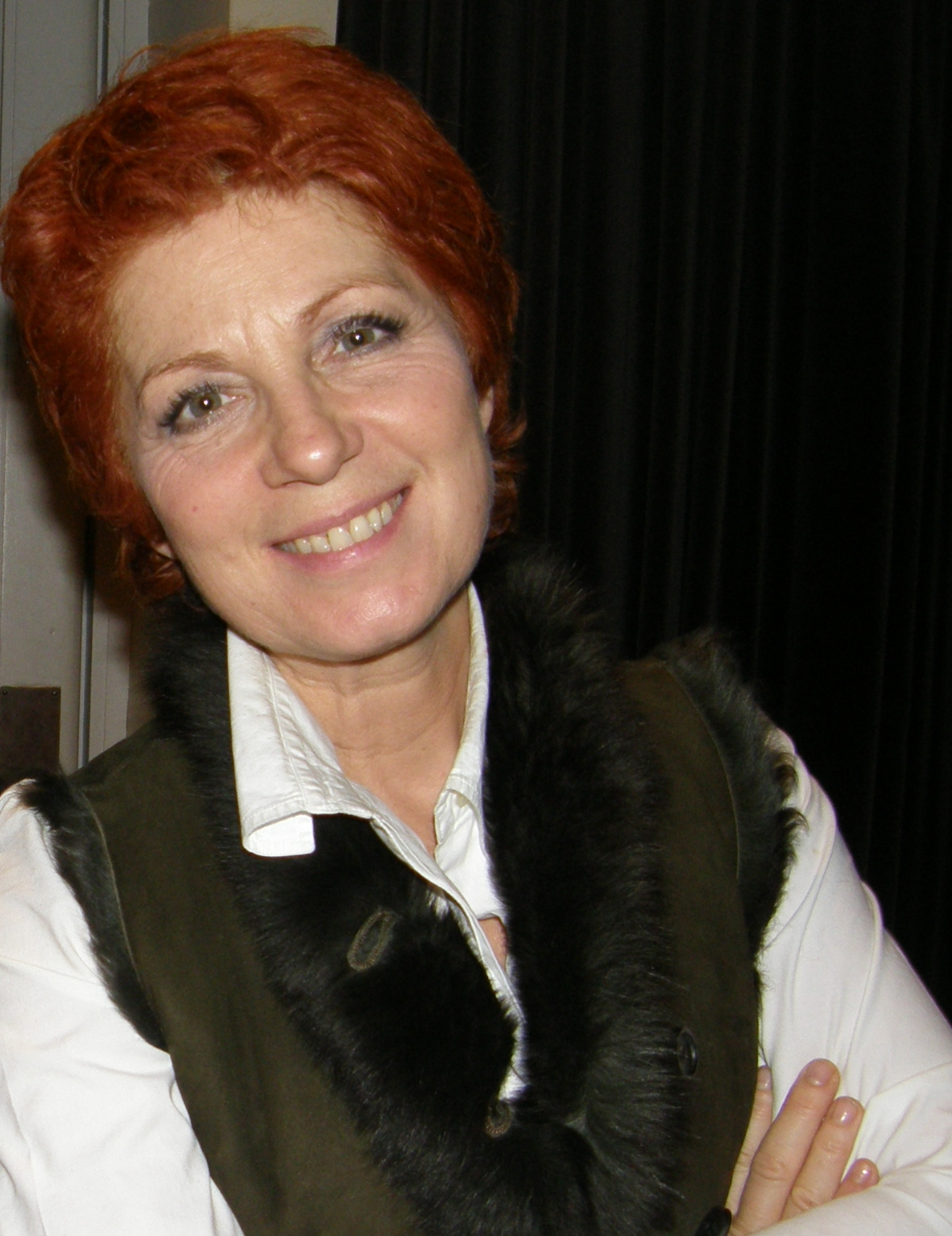
Véronique Genest, présidente du jury

- Véronique Genest (présidente), comédienne,
- Édouard Molinaro, réalisateur,
- Didier Decoin, scénariste,
- Bernard Fresson, comédien,
- Lisa Martino, comédienne,
- Bruno Solo, comédien,
- Arnaud Giovaninetti, comédien.

## Palmarès
Le jury a récompensé :
- Meilleur téléfilm : Mémoires en fuite
- Meilleure série de 52 minutes : PJ et Police District
- Meilleur épisode d'une série de 90 minutes : Vérité oblige - épisode Fibre mortelle
- Meilleur comédien : Bernard Le Coq pour Mémoires en fuite
- Meilleure comédienne : Isabel Otero pour La Juge Beaulieu
- Révélation et découverte : Olivia Bonamy pour Piège en haute sphère
- Meilleur réalisateur : Aruna Villiers pour Piège en haute sphère
- Meilleur scénariste : Bernard Stora et Pierre Billon pour Mémoires en fuite
- Prix de la Ville de Saint-Tropez : Bernard Yerlès et Zabou Breitman pour Les Duettistes